# Draginje (Koceljeva)
Draginje (Koceljeva) (em cirílico: Драгиње) é uma vila da Sérvia localizada no município de Koceljeva, pertencente ao distrito de Mačva, na região de Tamnava. A sua população era de 1370 habitantes segundo o censo de 2011.

## Demografia
| 1948  | 1953  | 1961  | 1971  | 1981  | 1991  | 2002  | 2011  |
| ----- | ----- | ----- | ----- | ----- | ----- | ----- | ----- |
| 1 915 | 2 061 | 2 110 | 2 006 | 1 888 | 1 819 | 1 701 | 1 370 |